# Kamo (ort i Armenien)
Kamo (armeniska: Կամո) är en ort i Armenien. Innan 3 januari 1935 hette orten Hadzji Nazar. Den ligger i provinsen Sjirak, i den nordvästra delen av landet, 90 kilometer nordväst om huvudstaden Jerevan. Kamo ligger 1 642 meter över havet och antalet invånare är 1 340.
Terrängen runt Kamo är kuperad åt nordost, men åt sydväst är den platt. Runt Kamo är det ganska tätbefolkat, med 129 invånare per kvadratkilometer.. Närmaste större samhälle är Gjumri, 9,5 kilometer väster om Kamo.
Trakten runt Kamo består i huvudsak av gräsmarker.